# 1988年7月逝世人物列表
1988年逝世人物列表：1月 - 2月 - 3月 - 4月 - 5月 - 6月 - 7月 - 8月 - 9月 - 10月 - 11月 - 12月
1988年7月逝世人物列表，是用於匯總1988年7月期間逝世人物的列表。

## 依日期排序

### 1日
- 詹姆斯·埃德加·布羅伊希爾（James Edgar Broyhill），96歲，美國布羅伊希爾傢俱工業公司（Broyhill Furniture Industries）創始人。[1]
- 萊克斯·范·德爾登（Lex van Delden），68歲，荷蘭作曲家。[2]
- Guido Fibbia，70歲，義大利二戰戰鬥機飛行員。
- Anton Leader，74歲，美國廣播電視導演，肝病。[3]
- 愛麗絲·納恩，60歲，美國女演員（《皮威的大冒險》），心臟病發作。
- 赫爾曼·沃爾克（Hermann Volk），84歲，德國羅馬天主教紅衣主教，美因茨主教。[4]

### 2日
- 阿諾德·伯邁斯特（Arnold Burmeister），89歲，納粹德國國防軍將軍。
- 維伯特·道格拉斯（Vibert Douglas），93歲，加拿大天文學家和天體物理學家。[5]
- 約翰·巴普蒂斯特·格拉德爾，84歲，德國政治家。[6]
- 馬哈茂德·米爾扎，82歲，伊朗卡扎爾王朝王子。
- 奧爾多·托蒂（Aldo Tonti），78歲，義大利電影攝影師（《野蠻無辜者》）。[7]
- 埃迪·文森（Eddie Vinson），70歲，美國中音薩克斯管演奏家，心臟病發作。[8]

### 3日
- Ed Birchall，64歲，小醜Ho-Ho，心臟病發作。[9]
- 加布里埃爾·戴爾，68歲，美國演員，白血病。[10]
- 理查·舒爾茨-科森斯（Richard Schulze-Kossens），73歲，納粹德國武裝黨衛軍上校，肺癌。[11]
- 史蒂夫·沃爾什（Steve Walsh），29歲，英國唱片騎師，心力衰竭。[12]
- Fritz Wiessner，88歲，德裔美國自由攀岩、劃水先驅，中風。[13]

### 4日
- 阿德里安·阿多尼斯，34歲，美國職業摔跤手（美國摔角協會、世界摔角娛樂），交通事故。
- 拉爾夫·鄧尼斯（Ralph Dennis），56歲，美國犯罪小說作家，腎衰竭。[14]
- Shivkumar Joshi，71歲，印度作家。
- Ferial Karim，50歲，黎巴嫩裔印度女演員和歌手，1962年印度女性小姐，心力衰竭。
- 唐納德·麥克拉倫（Donald MacLaren），95 歲，加拿大第一次世界大戰王牌飛行員。[15]
- 湯姆·曼利，75歲，英格蘭足球運動員（曼徹斯特聯足球俱樂部、布伦特福德足球俱乐部）。[16]
- 戴夫·麥基格尼，56歲，加拿大職業摔跤手，交通事故。[17]
- 威廉·塞特福德，65歲，美國心理學家和教授，心臟病發作。
- Lee Weyer，51歲，美國職業棒球大聯盟裁判，心臟病發作。[18]

### 5日
- 吉松義彦，67歲，日本柔道冠軍。

### 6日
- 黃文志，74歲，越南政治作家。
- 約翰·德魯里·克拉克，80歲，美國火箭燃料開發商、化學家和科幻作家。[19]
- 維克托·瓊科（Víctor Junco），71歲，墨西哥演員（La Otra、Misterio）。 [20]
- William Smythe，95歲，加州理工學院的美國物理學家。
- David T. Wilentz，93歲，美國律師（林白小鹰绑架案）。[21]

### 7日
- William R. Cox，87歲，美國作家，心力衰竭。[22]
- 吉米·愛德華茲（Jimmy Edwards），68歲，英國喜劇作家和演員（Take It from Here，Whack-O！），肺炎。
- 海倫·甘迪（Helen Gandy），91歲，美國聯邦調查局局長約翰·埃德加·胡佛（J. Edgar Hoover）的秘書，心臟病發作。[23]
- 大衛·阿特利·菲力浦斯（David Atlee Phillips），65歲，美國中央情报局（American Central Intelligence Agency）官員，癌症。[24]

### 8日
- 雷·巴布蒂，83歲，美國短跑運動員和奧運會兩枚金牌得主。[25]
- 安東尼·費舍爾，73歲，英國商人和智囊團創始人（經濟事務研究所，阿特拉斯網路），心臟病。[26]
- Ranjit Khanwilkar，27歲，印度板球運動員（卡納塔克邦），火車事故。[27]
- 弗雷迪·韋斯特（Freddie West），92歲，英國皇家空軍軍官。

### 9日
- 伊恩·艾倫（Ian Allan），70歲，蘇格蘭皇家空軍軍官，二戰飛行王牌。
- 亞歷山德魯·格勞爾，88歲，羅馬尼亞語言學家。
- 安東尼·霍蘭德，60歲，美國演員，自殺。[28]
- 傑基·普雷瑟（Jackie Presser），61歲，美國勞工領袖，國際卡車司機兄弟會（International Brotherhood of Teamsters）主席，心臟驟停。[29]
- 芭芭拉·伍德豪斯（Barbara Woodhouse），78歲，愛爾蘭裔英國馴狗師、作家和電視名人，中風。[30]

### 10日
- 阿爾夫·阿克曼，59歲，南非足球運動員和經理（卡莱尔联足球俱乐部）。
- 諾埃爾·巴伯，78歲，英國小說家和記者。
- 埃羅爾·約翰，63歲，特立尼達和多巴哥出生的英國演員和劇作家（彩虹披肩上的月亮）。[31]
- 恩里克·利恩（Enrique Lihn），58歲，智利詩人，癌症。[32]
- N·克里希納·皮萊（N. Krishna Pillai），71歲，印度戲劇家、馬拉雅拉姆語翻譯家和歷史學家。
- 維森特·薩阿迪（Vicente Saadi），74歲，阿根廷政治家，卡塔馬卡州州長。

### 11日
- Mike Bamber，57歲，英國商人和足球主管（布莱顿足球俱乐部）。
- 羅伯特·費羅，46歲，美國小說家，愛滋病。[33]
- 米爾頓·克里姆斯（Milton Krims），84歲，美國編劇和小說家，肺炎。[34]
- Jarava Lal Mehta，75-76歲，印度哲學家，心臟病發作。[35]
- Lída Merlínová，82歲，捷克作家。
- 詹姆斯·戈登·尚克林（James Gordon Shanklin），78歲，美國聯邦調查局特工，因調查甘迺迪遇刺案而聞名，癌症。[36]
- 阿賓傑的伍頓女男爵芭芭拉·伍頓（Barbara Wootton），91歲，英國社會學家和犯罪學家，上議院議員。[37]

### 12日
- 阿爾·貝德納（Al Bedner），90歲，美式足球運動員。[38]
- 約瑟芬·道格拉斯，61歲，英國女演員和製片人（六五特別、10號急診病房），癌症。[39]
- ]Raymond W. Goldsmith，83歲，比利時出生的美國經濟學家，心力衰竭。[40]
- 邁克爾·賈里，81歲，德國作曲家。[41]
- 約書亞·洛根，79歲，美國舞臺和電影導演兼編劇（南太平洋），核上性麻痹。[42]
- 約翰·馬西斯（John Massis），48歲，比利時大力士和牙齒雜技演員，自殺。[43]
- 中村光夫，77歲，日本傳記和舞台劇作家。
- Katta Subba Rao，48歲，印度電影導演。
- 朱利安·特雷維利安（Julian Trevelyan），78歲，英國藝術家和詩人。[44]

### 13日
- Huub Bals，51歲，荷蘭創作者和鹿特丹影展導演，心臟病發作。
- 纪登奎，65歲，中國政治人物，中華人民共和國副總理。
- 希爾達·戈比（Hilda Gobbi），75歲，匈牙利女演員。
- 克莉絲蒂娜·莫爾曼（Christine Mohrmann），84歲，荷蘭語言學家。[45]
- 菲爾·門羅，71歲，美國動畫師和導演（华纳兄弟卡通），胰腺癌。[46]
- 理查·沃格特，75歲，德國拳擊手和奧運獎牌得主。[47]

### 14日
- William Ofori Atta，77歲，迦納政治家，外交部長。
- Peter Raw，66歲，澳洲皇家空軍飛行員和高級軍官，淋巴瘤。[48]
- Georg Stetter，92歲，奧地利-德國核物理學家。
- Whitey Witt，92歲，美國職業棒球大聯盟球員（費城田徑、紐約洋基）。[49]

### 15日
- 埃莉諾·埃斯蒂斯（Eleanor Estes），82歲，美國兒童作家（金傑·派（Ginger Pye），莫法特一家（The Moffats）），中風。[50]
- 托雷·谢勒，83歲，瑞典國際足球運動員和奧運會獎牌獲得者（IK Sleipner，瑞典國家足球隊）。[51]
- 松本望（Nozomu Matsumoto），83歲，日本商人和發明家，創立了先鋒公司。
- 阿曼德·穆亞爾，62歲，法國擊劍世界冠軍和奧運獎牌得主。[52]

### 16日
- Herbert L. Anderson，74歲，美國核物理學家（芝加哥大學），中毒導致肺衰竭。[53]
- 惠特菲爾德·康納，71歲，美國演員，導演和製片人，呼吸系統併發症。[54]
- 撒母耳·魯本（Samuel Ruben），88歲，美國發明家，金霸王（Duracell）創始人。[55]
- Joseph Szydlowski，91歲，法國波蘭-以色列飛機發動機設計師，創立了透博梅卡。

### 17日
- 布魯澤·布羅迪，42歲，美國職業摔跤手，被刺傷。[56]
- 米爾頓·克拉斯納（Milton Krasner），84歲，美國電影攝影師（《噴泉裡的三枚硬幣》（Three Coins in the Fountain）、《人猿星球之下》（Beneath the Planet of the Apes）），心力衰竭。[57]

### 18日
- 瓦列里·布拉蒂（Valery Burati），80歲，美國工會召集人，盟軍最高指揮官勞工處代理處長。[58]
- 艾爾莎·格雷斯（Elsa Gress），69歲，丹麥散文家和小說家。[59]
- Birger Kaipiainen，73歲，芬蘭陶藝家和設計師。[60]
- Emil T. Kaiser，50歲，匈牙利出生的美國生物化學家（酶修飾），腎移植后併發症。[61]
- Jake W. Lindsey，67歲，美國陸軍士兵，榮譽勳章獲得者，心臟病發作。[62]
- Nico，49歲，德國歌手和演員（Chelsea Girls），跌倒導致腦出血。[63]
- 喬利·布拉加·桑托斯，64歲，葡萄牙作曲家和指揮家，中風。
- John W. Schaum，83歲，美國鋼琴家和作曲家。
- Miklós Szentkuthy，80歲，匈牙利作家。[64]

### 19日
- 66 歲的挪威社會學家 Vilhelm Aubert 是挪威社會研究所的聯合創始人。
- Geoffrey H. Bourne，78歲，澳大利亞裔美國解剖學家和靈長類動物學家（組織化學），心力衰竭。[65]

### 20日
- Mark Boxer，57歲，英國雜誌編輯，腦瘤。[66]
- John W. Galbreath，90歲，美國建築承包商和運動員，匹茲堡海盜隊的老闆。[67]

### 21日
- 傑克·克拉克，62歲，美國電視名人，遊戲節目主持人和播音員（The Cross-Wits），骨癌。[68]
- 拉斐爾·索里亞諾（Raphael Soriano），83歲，希臘裔美國建築師和教育家。[69]
- K. Vijayan，48歲，印度電影導演。[70]

### 22日
- Avtar Singh Brahma，36-37歲，印度革命者和哈利斯坦解放力量的創始人。[71]
- 拉裡·克萊蒙斯（Larry Clemmons），81歲，美國動畫師，編劇和配音演員（华特迪士尼公司）。[72]
- 杜安·鐘斯，51歲，美國演員（活死人之夜），心肺驟停。[73]
- 路易吉·盧西奧尼（Luigi Lucioni），87歲，義大利裔美國畫家。[74]
- 派翠克·紐厄爾，56歲，英國演員（復仇者），心臟病發作。

### 23日
- 贾汉吉尔·汗（Jahangir Khan），78歲，印度板球運動員和巴基斯坦板球管理員。[75]
- 斯圖爾特·萊格，77歲，英國紀錄片製片人（《邱吉爾島》、《太平洋戰雲》）。[76]
- 海因茨·佩格爾斯，49歲，美國物理學家，登山事故。
- 班杜·帕蒂爾，52歲，印度曲棍球運動員和奧運金牌得主，心臟驟停。[77]

### 24日
- 普莉希拉·鮑曼（Priscilla Bowman），60歲，美國爵士樂和節奏藍調歌手（《Hands Off》），肺癌。[78]
- 伊洛娜·埃萊克，81歲，匈牙利擊劍運動員，兩枚奧運會金牌得主。[79]
- 約翰·哈裡斯，71歲，蘇格蘭足球運動員（切爾西）和經理（謝菲爾德聯）。[80]
- 羅伯特·麥克洛裡，80歲，美國政治家，美國眾議院議員，心臟病發作。[81]
- G. Tyler Miller，85歲，美國麥迪遜學院（Madison College）校長。[82]
- Mira Schendel，69歲，巴西藝術家，肺癌。[83]
- 蜜雪兒·維利（Michel Villey），74歲，法國法律哲學家和歷史學家。[84]

### 25日
- 裘蒂思·巴爾西（Judith Barsi），10歲，美國童星（《大白鲨4》），被父親謀殺自殺。[85]
- 鮑勃·柯里（Bob Currie），70歲，英國摩托車作家和道路測試員（《摩托車》、《經典摩托車》），心力衰竭。
- Memphis Tennessee Garrison，98歲，非裔美國人活動家。[86]
- 道格拉斯·希科克斯（Douglas Hickox），59歲，英國導演（《巴斯克維爾的獵犬》《布蘭尼根》），心臟手術併發症。[87]
- 葛籣·基林格，89歲，美國NFL足球運動員（紐約巨人隊）。[88]
- 詹姆斯·西爾弗（James Silver），81歲，美國歷史教授和作家，為種族平等而戰，肺氣腫。[89]
- 裘莉安娜·斯特拉米吉奧利（Giuliana Stramigioli），73歲，義大利女商人和日本學家。

### 26日
- Grigori Pinaichev，75歲，蘇聯足球運動員和經理。[90]
- Max Raison，86歲，英國板球運動員（埃塞克斯）和出版商（Picture Post、New Scientist）。[91]
- 武智铁二，75歲，日本戲劇和電影導演，評論家和作家，胰腺癌。

### 27日
- 傑克·德雷斯，71歲，美國體育解說員，癌症。[92]
- Brigitte Horney，77歲，德國女演員（Münchhausen）。[93]
- M. Kalyanasundaram，78歲，印度政治家，泰米爾納德邦立法議會議員。
- 瑪麗·西姆斯·奧利芬特，97歲，美國歷史學家。[94]
- 法蘭克·贊博尼，87歲，美國商人和發明家（洗冰車），心臟病發作。[95]

### 28日
- Caleb Gattegno，76歲，埃及教育家、心理學家和數學家，癌症手術併發症。[96]
- 哈羅德·哈裡斯（Harold R. Harris），92歲，美國試飛員和美國陸軍航空隊軍官，肺炎。[97]
- 賽義德·莫迪，25歲，印度羽毛球運動員，被謀殺。[98]
- 查理斯·尼克斯，47歲，美國福音音樂家，心力衰竭。[99]
- 約翰·惠特利，80歲，蘇格蘭政治家和法官，蘇格蘭總檢察長。[100]

### 29日
- 愛琳·柏林，85歲，美國作家，歐文·柏林的妻子，中風。[101]
- 彼特·德雷克（Pete Drake），55歲，美國唱片製作人和踏板鋼吉他手（《Stand by Your Man》、《Lay Lady Lay》），肺氣腫。[102]
- Günther Radusch，75歲，納粹德國空軍飛行員和戰鬥機王牌。[103]

### 30日
- 威廉·德席爾瓦，79歲，斯里蘭卡政治家，錫蘭議會議員。[104]
- 鮑勃·沃伊托維奇，46歲，加拿大NHL冰球運動員（波士頓棕熊、洛杉磯國王），心臟病發作后發生車禍。[105]

### 31日
- 斯蒂芬·默里-史密斯（Stephen Murray-Smith），65歲，澳大利亞作家和編輯，心臟病發作。[106]
- 安德列·納瓦拉，76歲，法國大提琴家，心臟病發作。[107]
- 范妮·羅，75歲，英國舞臺、影視女演員（《新鮮的田野》、《亨利之後》）。[108]
- 特立尼達·席爾瓦，38歲，美國喜劇演員和演員，車禍。[109]
- 雷蒙德·斯特羅斯（Raymond Stross），72歲，英國電影製片人，心臟病。[110]

### 日期不詳
- 威廉·勞斯，73歲，二戰中的英國飛行王牌。[111]